# Powierzchnia paraokularna
Powierzchnia paraokularna (łac. area paraocularis) – część twarzy wyróżniana u niektórych owadów błonkoskrzydłych.
Dwie powierzchnie paraokularne leżą po bokach twarzy, pomiędzy powierzchnią ponad nadustkiem (łac. area supraclypealis) a oczami złożonymi, od których oddzielone mogą być żeberkiem paraokularnym (łac. carina paraocularis). U niektórych pszczół, np. z rodzaju Augochlora, przednie ramiona tentorium i szew epistomalny przesunięte są ku dołowi, w związku z czym powierzchnie paraokularne nachodzą częściowo na nadustek w formie płatów paraokularnych (ang. paraocular lobes).
U niektórych pszczół na powierzchniach paraokularnych leżą zagłębienia twarzowe, szczególnie rozwinięte u samic pszczolinkowatych. Mogą one zachodzić również na ciemię.